# Ciclone Gula
O ciclone Gula (classificação do JTWC: 14P; também conhecido como ciclone tropical Gula) foi o sétimo ciclone tropical da temporada de ciclones no Oceano Índico sudoeste de 2007-08. Gula formou-se em 26 de Janeiro de uma área de distúrbios tropicais no Oceano Índico sudoeste e atingiu o pico de intensidade com ventos constantes de 165 km/h. Logo após, Gula seguiu para sul, ameaçando Maurício, assim que se enfraquecia. Em 31 de Janeiro, a interação com o ciclone Fame causou um enfraquecimento adicional de Gula. Em 2 de Fevereiro, Gula tornou-se um ciclone extratropical.

## História meteorológica

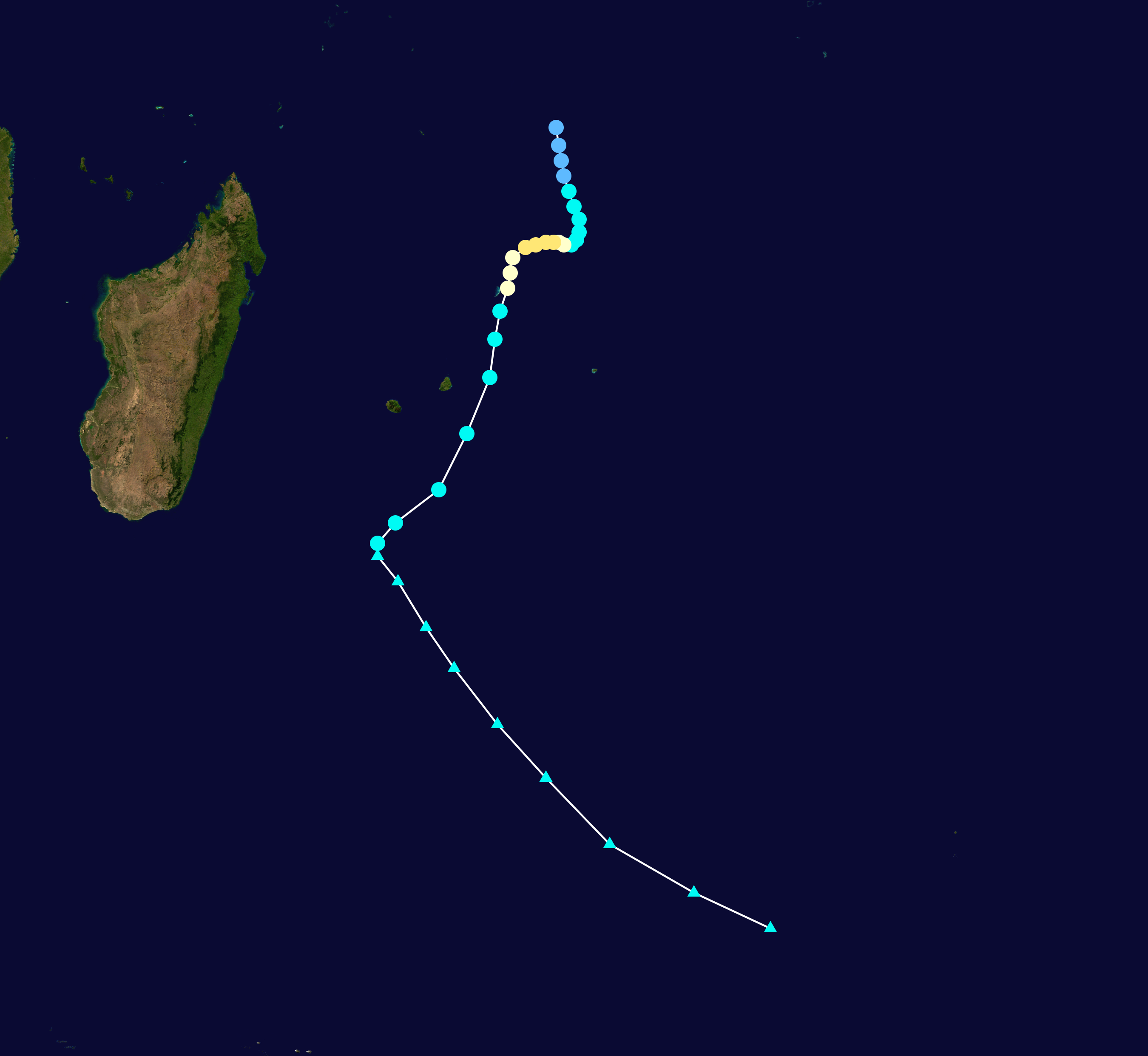
O caminho de Gula

Em 22 de Agosto, uma área de distúrbios meteorológicos provenientes da zona de convergência intertropical começou a ser monitorado pelo Joint Typhoon Warning Center. Neste momento, o sistema estava localizado a centenas de quilômetros a sudoeste de Diego Garcia. O sistema moveu-se erraticamente nos três dias seguintes sem alterações quanto à intensidade. Entretanto, em 25 de Janeiro, o sistema começou a demonstrar sinais de fortalecimento. No mesmo dia, o Centro Meteorológico Regional Especializado (CMRE) de Reunião, controlada pela Météo-France, classificou o sistema como a perturbação tropical 09R. O sistema continuou a se fortalecer e no dia seguinte, a Météo-France classificou novamente o sistema como a depressão tropical 09R. Praticamente ao mesmo tempo, o Joint Typhoon Warning Center (JTWC) emitiu um alerta de formação de ciclone tropical sobre o sistema em fortalecimento. O sistema continuou a se fortalecer e no final daquele dia, o JTWC começou a emitir avisos regulares sobre o ciclone tropical 14S. No começo da madrugada de 27 de Janeiro, o CMRE de Reunião classificou a depressão como a tempestade tropical moderada Gula, o sétimo sistema nomeado da temporada de ciclones no Oceano Índico sudoeste de 2007-08.
Movendo-se lentamente para o sul e posteriormente para oeste, Gula continuou a se fortalecer. Ainda em 27 de Janeiro, a Météo-France classificou a tempestade como a tempestade tropical intensa Gula. O sistema continuou a se fortalecer assim que começou a mover-se novamente para o sul e em 30 de Janeiro, a Météo-France classificou Gula como um ciclone tropical. No mesmo dia, Gula atingiu o pico de intensidade, com ventos constantes de 165 km/h (1 minuto sustentado). A partir deste momento, Gula começou a ser atingido por ventos de média latitude e começou a se enfraquecer. Ao mesmo tempo, Gula começou a acelerar para o sul. Ainda no mesmo dia, o CMRE de Reunião desclassificou Gula para uma tempestade tropical intensa e posteriormente para uma tempestade tropical moderada, assim que o ciclone passava a leste de Maurício. No final de 30 de Janeiro, a circulação ciclônica de Gula com a circulação do ciclone Fame, resultando na produção de ventos de cisalhamento, que enfraqueceu ambos os ciclones. No começo de 31 de Janeiro, já se observava o efeito Fujiwara influenciando os dois ciclones, que começaram a orbitar um em torno do outro, em sentido horário. Por fim, como Gula era o sistema dominante, fame fundiu-se com a sua circulação ciclônica. Entretanto, o ciclone já estava desabilitado e sob a influência de ventos de cisalhamento, a tendência de enfraquecimento continuou. Ainda em 31 de Janeiro, a Météo-France "rebaixou" Gula para uma depressão tropical. Movendo-se para sudoeste, Gula encontrou mais ventos de média latitude, que causaram o início da transformação do ciclone para um sistema extratropical. Com isso, o JTWC emitiu seu último aviso sobre Gula enquanto o CMRE de Reunião continuava a seguir o sistema como um ciclone extratropical.

## Preparativos e impactos
Em 30 de Janeiro, um alerta de ciclone grau um foi emitido para Maurício. Com a aproximação do ciclone, um aviso de ciclone grau 3 foi emitido para a ilha. Com as ondas fortes provocados por Gula, Reunião emitiu um alerta de ondas fortes para a sua costa norte. Entretanto, Gula passou a leste das ilhas. Não houve mortos, feridos ou danos em associação ao ciclone Gula. Nenhuma estação meteorológica registrou os ventos ou a chuva associada ao ciclone.